# Villa Verde
Villa Verde – miejscowość i gmina we Włoszech, w regionie Sardynia, w prowincji Oristano.
Według danych na rok 2004 gminę zamieszkiwało 395 osób, 23,2 os./km². Graniczy z Ales, Palmas Arborea, Pau, Usellus i Villaurbana.